# Марценюк Андрій
Марценюк Андрій (псевдо: «Береза») (нар. 1919, с. Сьомаки Луцького району Волинської області (можливо, с. Княже суч. Сокальського району Львівської області) — пом. 11 вересня 1943, с. Новий Загорів), Локачинський район Волинської області — бунчужний, командир чоти особливого призначення 8-го куреня «ім. Сагайдачного» загону ім. Богуна ВО «Турів» Української повстанської армії.

## Бій біля села Новий Загорів
Бій біля села Новий Загорів відбувся 8—11 вересня 1943 року між загонами Української повстанської армії та німецькими окупантами, які значно переважали.
Вдень після обіду 8 вересня 1943 року, один із відділів куреня Олексія Брися (Остапа) — повстанська чота особливого призначення під керівництвом Марценюка Андрія(«Берези») увійшла до Нового Загорова. Повстанці розташувалися біля мурованого православного монастиря Різдва Пресвятої Богородиці, який на випадок зустрічі з німцями мав стати надійною точкою оборони, оскільки була стратегічним місцем, де перетиналися шляхи УПА з сусідніх областей.
Дві з половиною доби 44 молодих бійців УПА тримали бій проти понад 1500 бійців німецьких військ, маючи один міномет та чотири кулемети.
Повстанці втратили 29 осіб у бою, один був убитий у полоні, дванадцятеро вирвалися, а двох врятували місцеві жителі. Німецькі втрати оцінюються в 90—100 осіб убитими та 150—200 пораненими. За іншими джерелами, німецькі втрати оцінюються в 540 осіб убитими та понад 700 поранених. Монастир був зруйнований, але частково уцілів до наших днів.

## Вшанування пам'яті
- У 2003 році у селі Новий Загорів на честь загиблих у Бою біля села Новий Загорів було збудовано пам'ятник. На пам'ятнику вибите також ім'я Андрій Марценюк.
- 1 червня 2013 року у місті Луцьк з'явилася Вулиця Андрія Марценюка[1].